# 頁遊網

頁游網是17173旗下提供網頁遊戲資訊的新聞網站， 由暢遊福州分公司負責運營。

## 基礎服務
- 新游快报
- 产业资讯
- 发号中心
- 攻略工具

## 姊妹網站
- 17173
- 手游網
- 37玩玩

## 外部連結
- 頁游網 （页面存档备份，存于）